# 姜杰 (科学家)
姜杰（1960年7月—），女，汉族，黑龙江哈尔滨人，中国航天导航制导与控制专家，中国科学院院士，曾任中国航天科技集团公司科技委常委、长征三号甲系列运载火箭总设计师、中国探月工程运载火箭系统总指挥，第十一届全国政协委员。

## 生平
姜杰毕业于国防科学技术大学。
2008年，当选第十一届全国政协委员，代表科学技术界，分入第三十组。
2015年12月当选中国科学院院士。